# Prekinitveni post
Prekinitveni post, tudi prekinitveno postenje, (angl. intermittent fasting) pomeni vzorec prehranjevanja, pri katerem se izmenjujeta obdobji postenja (ali zmanjšanega vnosa kalorij) in hranjenja. Obstaja več oblik prekinitvenega posta, kot so izmenični dnevni post (postenje vsak drugi dan z omejenim vnosom kalorij na dneve hranjenja), izmenični post (na primer post 5 : 2) in dnevno časovno omejeno hranjenje.
Različne režime prekinitvenega posta preučujejo v raziskavah glede morebitnega blagodejnega vpliva na zdravje oziroma na zmanjšanje tveganja za bolezni, ki so povezane z neustrezno prehrano (na primer presnovni sindrom). Pregledna raziskava iz leta 2019 je pokazala, da je lahko prekinitveni post koristen pri bolnikih z debelostjo, neodzivnostjo na inzulin, povišanim krvnim tlakom in vnetnimi boleznimi. Dosedanji podatki kažejo, da je prekinitveni post na splošno varen, vendar morebitni neželeni učinki takšnega načina prehranjevanja še niso povsem raziskani in nekateri strokovnjaki opozarjajo, da gre za modno obliko diete, ki je lahko tudi tvegana. V preteklosti so številne raziskave pokazale pozitivne zdravstvene učinke prekinitvenega posta, vendar ni dokazov o tem, da bi dieta vplivala na podaljšanje življenja. Predhodni podatki iz opazovalne študije leta 2024 so pokazali, da je bila v skupini oseb, ki so se prehranjevali v 8-urnih ali krajših dnevnih obdobjih, smrtnost zaradi težav, povezanih s krvožilnim sistemom, celo višja. Vendar ni šlo za prospektivno nadzorovano študijo, poleg tega pa je imela raziskava še druge pomanjkljivosti.
Postenje ima v človeški zgodovini že tisočletno tradicijo in ga poznajo različna verstva, vključno z budizmom, krščanstvom, hinduizmom, islamom, džainizmom in judovstvom.

## Zgodovina
Postenje je že del starodavnih tradicij, ki so jih več stoletij poznale oziroma jih poznajo različne kulture in verstva.
Terapevtsko uporabo prekinitvenega posta pri debelostnikih so prvič proučevali že vsaj leta 1915, ponovno pa je zanimanje v zdravstvenih krogih zanj porastlo v 60-ih letih prejšnjega stoletja, ko je Bloom s sodelavci objavil poročilo z zelo obetavnimi rezultati. V zgodnjih raziskavah so proučevali kratkotrajne režime prekinitvenega posta, ki so trajali od enega do 14 dni. Navdušenje nad prekinitvenim postom so nato prevzeli tudi poljudni časopisi in navdušili širšo javnost, kar je pri nekaterih strokovnjakih vzbudilo skrbi glede odločanja za prekinitveni post brez zdravniškega nadzora.

## Režimi prekinitvenega posta
Obstaja več vrst oziroma režimov prekinitvenega posta, med drugim:
- časovno omejeno hranjenje: obdobje hranjenja traja določeno število ur tekom dneva; običajno gre za stalne dnevne vzorce hranjenja v 8 do 12-urnih časovnih intervalih z omejenim vnosom kalorij. Obdobja hranjenja so lahko usklajena s cirkadianim ritmom (začetek obdobja hranjenja sovpada na primer s sončnim vzhodom in se konča okoli sončnega zahoda);[22][23]
- izmenični dnevni post: 24-urna obdobja hranjenja se izmenjujejo s 24-urnimi obdobji postenja.[6][10][21] Obstajata dva podtipa tega postnega režima:[11][24]
  - popoln izmenični dnevni post: postno obdobje vsak drugi dan pomeni popolno omejitev energijskega vnosa; na postne dneve ni vnosa nobenih kalorij;
  - prilagojen izmenični dnevni post: na obdobja postenja vsak drugi dan velja delna omejitev energijskega vnosa; na postne dneve je dovoljen vnos do 25 % dnevne potrebe po kalorijah in na dneve hranjenja je dovoljen vnos normalne količine kalorij;[25]
- izmenični post, na primer post 5 : 2, pri katerem na dva zaporedna ali naključno izbrana dneva v tednu velja energijska omejitev 25 % dnevne potrebe (okoli 500 kalorij na dan), pet dni na teden pa ni energijske omejitve; pri tem čas prehranjevanja ni pomemben.[5][1] Post 5 : 2 so prvič opisali v članku leta 2011 Michelle Harvie, Mark Mattson ter drugi strokovnjaki.[26][27] Znanih je še več podtipov izmeničnega posta, na primer 24-urni post (po obroku, običajno je dovoljen zajtrk, sledi 24-urni post);[5]
- posamezna obdobja postenja: na primer 36-urni post, postno obdobje traja 36 ur (od večerje do zajtrka pojutrišnjem).[5]